# Distretto di Kovel'
Il distretto di Kovel' (in ucraino Ковельський район?, Kovel's'kyj rajon) è un distretto nell'oblast' di Volinia in Ucraina. Il suo centro amministrativo è la città di Kovel'. Ha una popolazione di 266 304 abitanti.

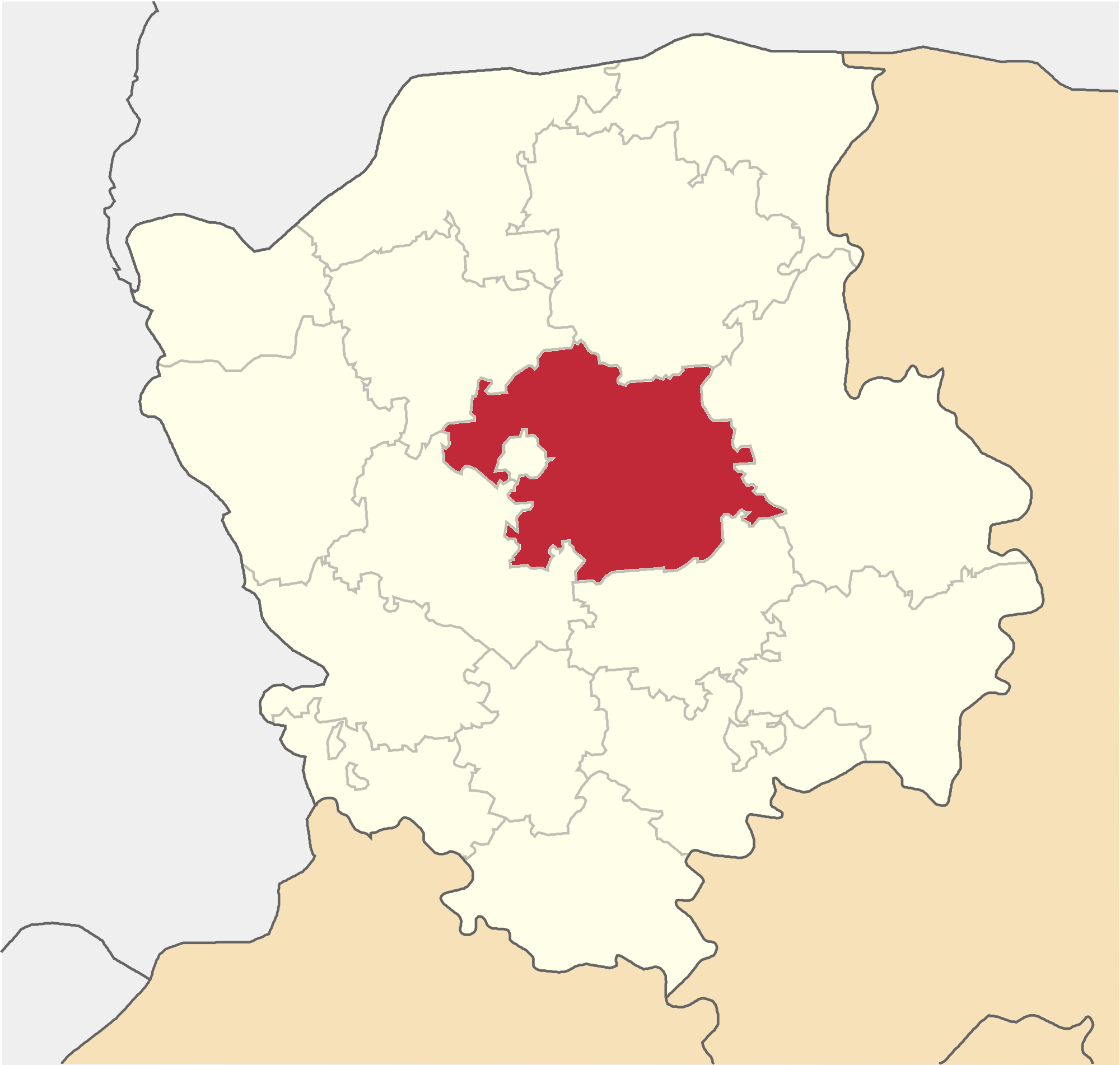
Territorio del distretto prima della riforma amministrativa del 2020

Il 18 luglio 2020, come parte della riforma amministrativa dell'Ucraina il numero di distretti dell'oblast di Volinia è stato ridotto a quattro e l'area del distretto di Kovel' è stata notevolmente ampliata.